# Östra Vemmenhögsten

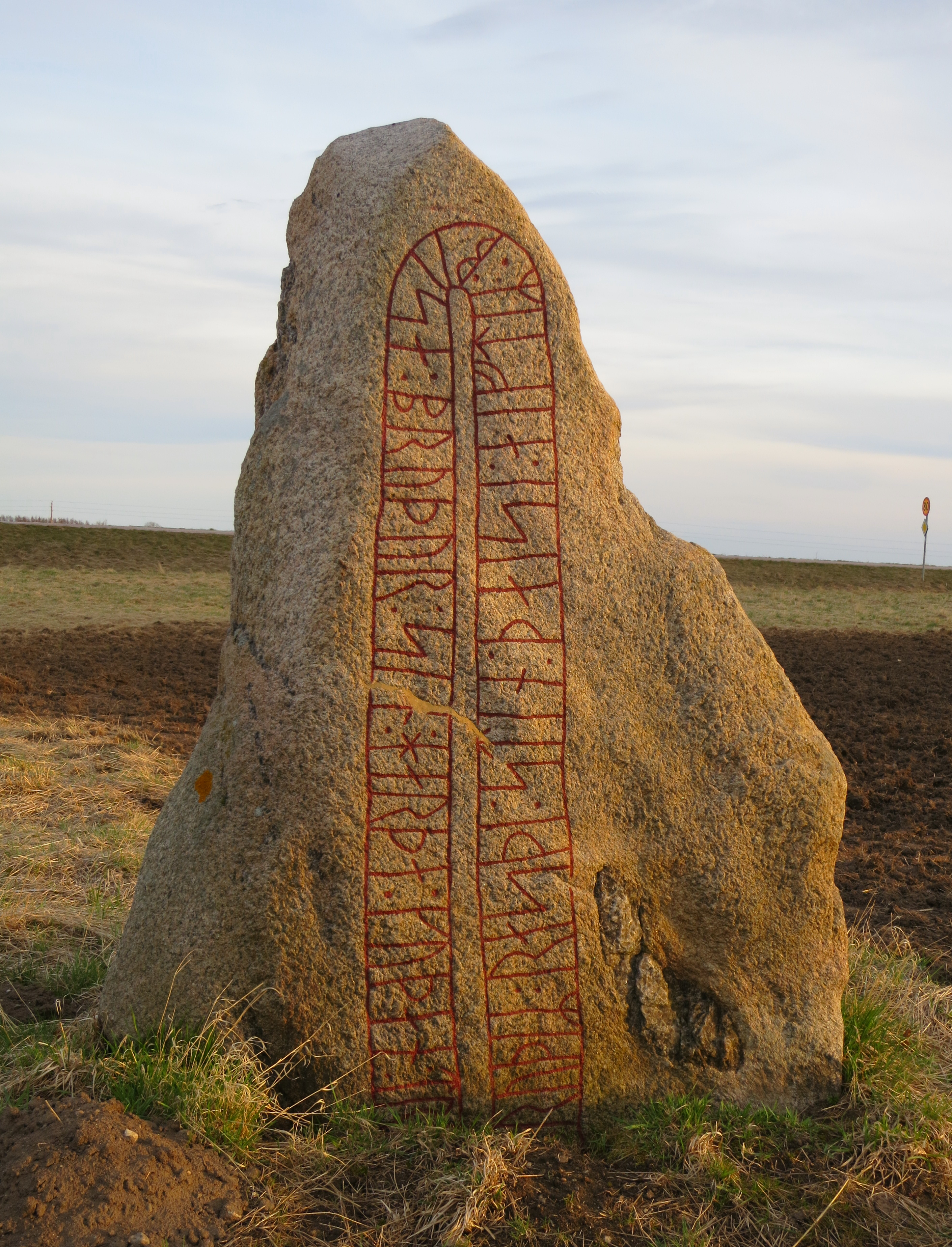
Östra Vemmenhögsten

Der Östra Vemmenhögsten (ehemals Dybäcksten; Samnordisk runtextdatabas DR 268) ist ein Runenstein, der an seinem ursprünglichen Platz auf dem Land von Schloss Dybäck nahe der Herremannsbron, einer Brücke, im Osten von Östra Vemmenhög bei Skivarp in Schonen in Schweden steht. 
Der Stein wurde bereits 1591 in Anders Sørensen Vedels (1542–1616) Hundertliederbuch erwähnt. Ein Deutungsversuch aus dem Jahre 1598 führt zum Glauben, der Stein stamme aus der Zeit von König Snös (etwa 600 n. Chr.) 
Der Runenstein wurde 1627 von Jon Skonvig (1600–1664) untersucht und beschrieben. Über ihn berichtet auch Ole Worm (1588–1654) in seiner Monumenta Danica. Johan Göransson (1712–1769) stellte den Stein 1750 in seinem Buch Bautil dar.
Der Runenstein aus Granit ist etwa 2,0 m hoch, an der Basis 1,5 m und oben 0,75 m breit und 0,55 m dick. Die Runen auf der Nordseite sind etwa 17,0 cm hoch und stehen senkrecht in einem einfachen Schlangenband. Der Stein steckte im Boden, einige Runen befanden sich unter der Oberfläche. 
Der Text lautet: "Broder errichtete diesen Stein für seinen Bruder Busa, [er war] ein mächtiger Mann".
1966 wurde der Stein von Flechten befreit und einige Risse mit feinkörnigem Zementmörtel versiegelt. Zusätzlich wurde er um 1,0 m angehoben und die Runen wurden ausgemalt. Im Jahr 1977 wurden die Runen nachgemalt und der Stein untersucht. 

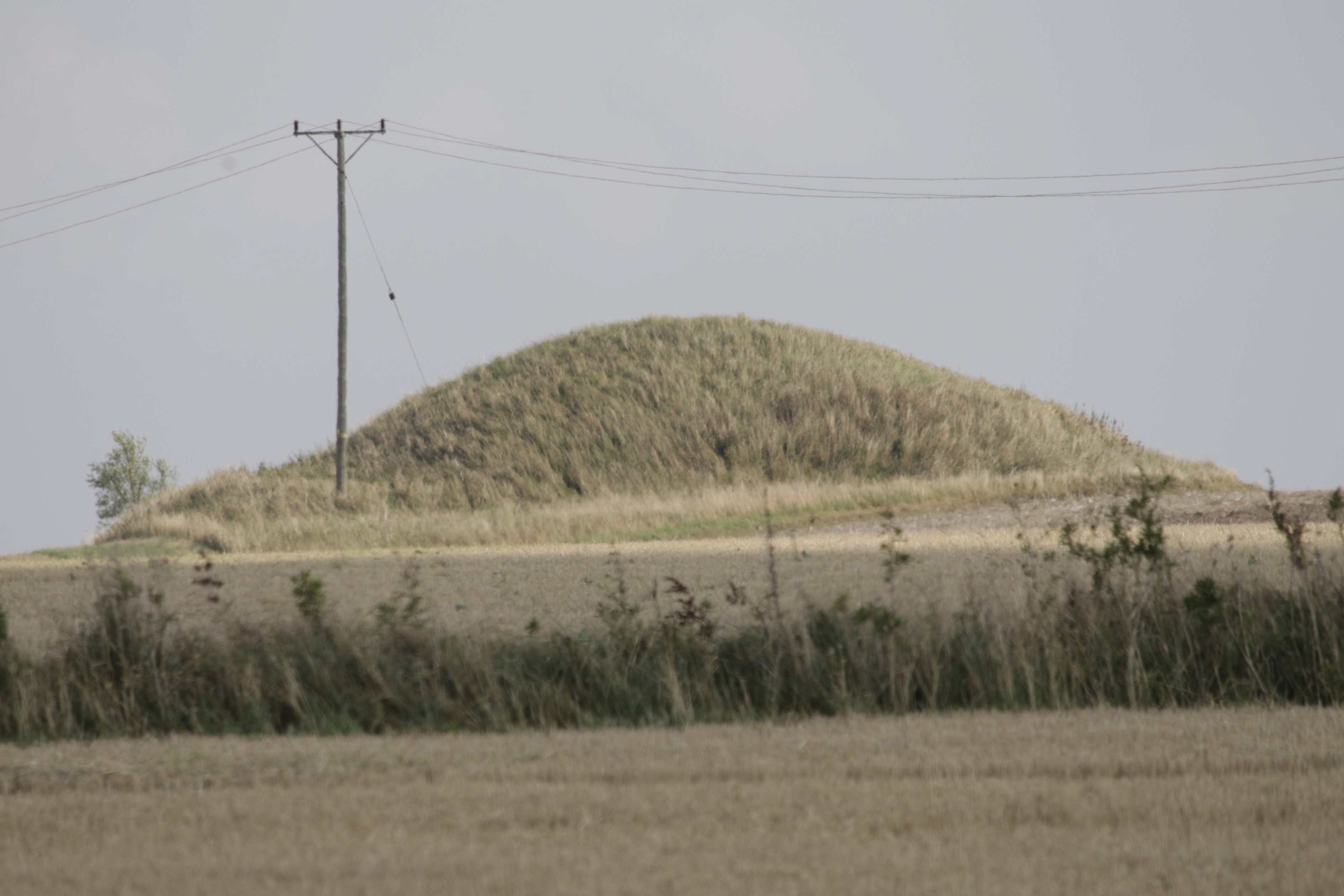
Östra Vemmenhög

## Legende
Als Ludvig Wimmer (1839–1920) 1876 den Stein untersuchte, hörte er eine Legende darüber: Zwei Brüder freiten eine Jungfrau. Sie konnte jedoch nicht entscheiden, welchen der beiden sie heiraten sollte, und schlugen eine Entscheidung durch einen Holmgang vor. Dieser endete mit dem Tod der beiden Kämpfer. Einer der beiden starb bei der Kirche von Östra Vemmenhög, der andere an der Herremannsbron. Die Jungfrau errichtete zur Erinnerung den Grabhügel an der Kirche und den Runenstein. Die Legende passt jedoch nicht zur Inschrift des Steins.
In der Nähe liegt der Östra Vemmenhög und steht der Runenstein von Tullstorp.